# Mercedes-Benz W112
Mercedes-Benz W112, cunoscut în piață și ca Mercedes-Benz 300SE, este un automobil produs de Mercedes-Benz din 1962 până în 1967. Acesta era disponibil în 3 variante: Coupé, decapotabil și sedan. Șasiul și caroseria utilizate sunt bazate pe cele folosite anterior și pentru Mercedes-Benz W111 Fintail, dar acesta era dotat cu un motor M189 cu injecție de benzină și o capacitate de 3.0 l și 6 cilindri, care fac posibile dotări de lux precum: suspensii pneumatice, direcție asistată, transmisie automată și finisaje interioare din piele naturală și lemn. Varianta cu ampatament alungit, 300SEL, a apărut abia în 1963.

## Istoric
Generația anterioară de autovehicule Mercedes includea 3 tipuri de șasiu:

- automobile produse în serie cu un șasiu unibody tip Ponton, care includ și primele modele ale seriilor 180 / 190 cu 4 cilindri, seria 220 de automobile  de dimensiuni medii (sedan, coupé și convertibile) și modelele coupé și sport din seria 190SL;
- o gamă de lux cu caroseria specific seriei 300, care include modele sedan, coupé și sport, asamblate manual și construite pe șasiu tip X-frame, creat în perioada antebelică, și
- seria 300SL de automobile exotice, tip coupé sau sport, construite pe baza unui șasiu tubular unicat.

La finele anilor 1950, Daimler-Benz AG demarează planurile de unificare a întregii sale game de autovehicule într-o singură platformă, cu scopul de se bucura de avantajele economiei de scară. Producția tuturor autovehiculelor în 2 uși 300SE W187 s-a încheiat în 1955, iar în 1958 a fost prezentat noul W128 220SE tip Ponton cu injecție de benzină. Noua generație de mașini sedan tip Fintail a fost introdusă în piață în 1959. Acestora li s-a alăturat, în 1961, noul 220SE W111, coupé și convertibilă, precum și variantele cu motor cu 4 cilindri ale lui W110 - 190 și 190D. Cum producătorul încă lucra la un model care să înlocuiască limuzina de mari dimensiuni 300D Adenauer, motorul creat special pentru acesta - cu 6 cilindri, injecție de benzină și capacitate de 3 l - a fost instalat pe seria W111 și însoțit de dotări și finisaje de lux pentru a da naștere noului W112.
În ceea ce privește aspectul exterior, W112 avea o caroserie cromată și cauciucuri mai mari, de 14”. Dotările de lux, precum direcția asistată, suspensiile pneumatice și transmisia automată, făceau parte din pachetul standard (dar, opțiunea unei transmisii manuale devine din nou disponibilă clienților). Prețul mașinii era aproape dublu față de cel al gamei de top a seriei W111 220SE. Performațele automobilelor 300SE se ridicau la cotele cele mai înalte atinse de Mercedes, cu un motor M189 cu 6 cilindri, care producea 160 cp (chiar 170 cp, după 1964) și o viteză maximă de 180 km/h (190 km/h, după 1964; respectiv 175 și 185 km/h în cazul transmisiei automate).

### 300SEL
În 1963 și-a făcut debutul seria 300SEL de automobile cu ampatament alungit, cu litera „L” adăugată la final, de la lang (lung – în limba germană). Cum nu există termen de comparație nici între noul automobile și predecesorul său – 300 Adenauer -, nici între acesta și Mercedes-Benz 600, limuzină de dimensiuni medii (cunoscută și ca W100), care a fost lansată tot în 1963, 300 SEL devine cea mai scumpă și mai exclusivistă serie Mercedes, din gama 300, a vremii sale.   

### Impactul noului 600
Seria W112 s-a dovedit a fi o aventură foarte scurtă. Cum nișa de top a producătorului era deja ocupată de noile automobile 600, cererea din piață pentru W112 a scăzut brusc, iar cifra de producție a scăzut drastic: în 1962 s-a produs un total de 2.769 unități, dar în anul următor producția scăzut la numai 1.382, iar în 1965, odată cu lansarea lui W108/109 producția lui W112 a fost complet abandonată. La încheierea producției, cifrele indică un total de 6.748 automobile 300SE, acestea incluzând ambele variante – cu ampatament standard, și cu ampatament alungit. În 1962, pentru fiecare sedan W112 se produceau 24 de automobile W111, în vreme ce în 1964 acest raport ajunge la 1:40.
Variantele coupé și cabriolet ale seriei W112 au înregistrat cifre ceva mai bune, ambele fiind lansate în 1962, la doar un an după lansarea lui W111 în 2 uși. Acesta din urmă era disponibil într-o singură variantă – 220SE – iar raportul de vânzare, față de automobilele 300SE în 2 uși, era de 5:1. Producția de mașini în 2 uși W111/112 a continuat după 1965, când s-a lansat noua generație de automobile tip sedan W108/109. Cu toate acestea, în 1967, motorul M189, considerat deja învechit, este înlocuit cu un motor de 2.8 L Straight-6, și folosit pentru seria 280SE.
Sedanul 300SE a participat la European Touring Car Challenge și la curse internaționale și a câștigat mare parte dintre acestea.
Modelele seriei W112 nu au nimic în comun cu seria experimentală Mercedes-Benz C112 de automobile sport, cu motoare de capacitate medie, lansată în 1991.

## Modele
- 1961 – 1965 300SE Sedan (5.202 unități produse)[1]
- 1962 – 1967 300SE Coupé (2.419 unități produse)
- 1962 – 1967 300SE Cabriolet (708 unități produse)
- 1963 – 1965 300SE alungit, Sedan cu ampatament alungit (1.546 unități produse, adesea confundat cu 300SEL, denumire ce nu a fost folosită înainte de 1966)

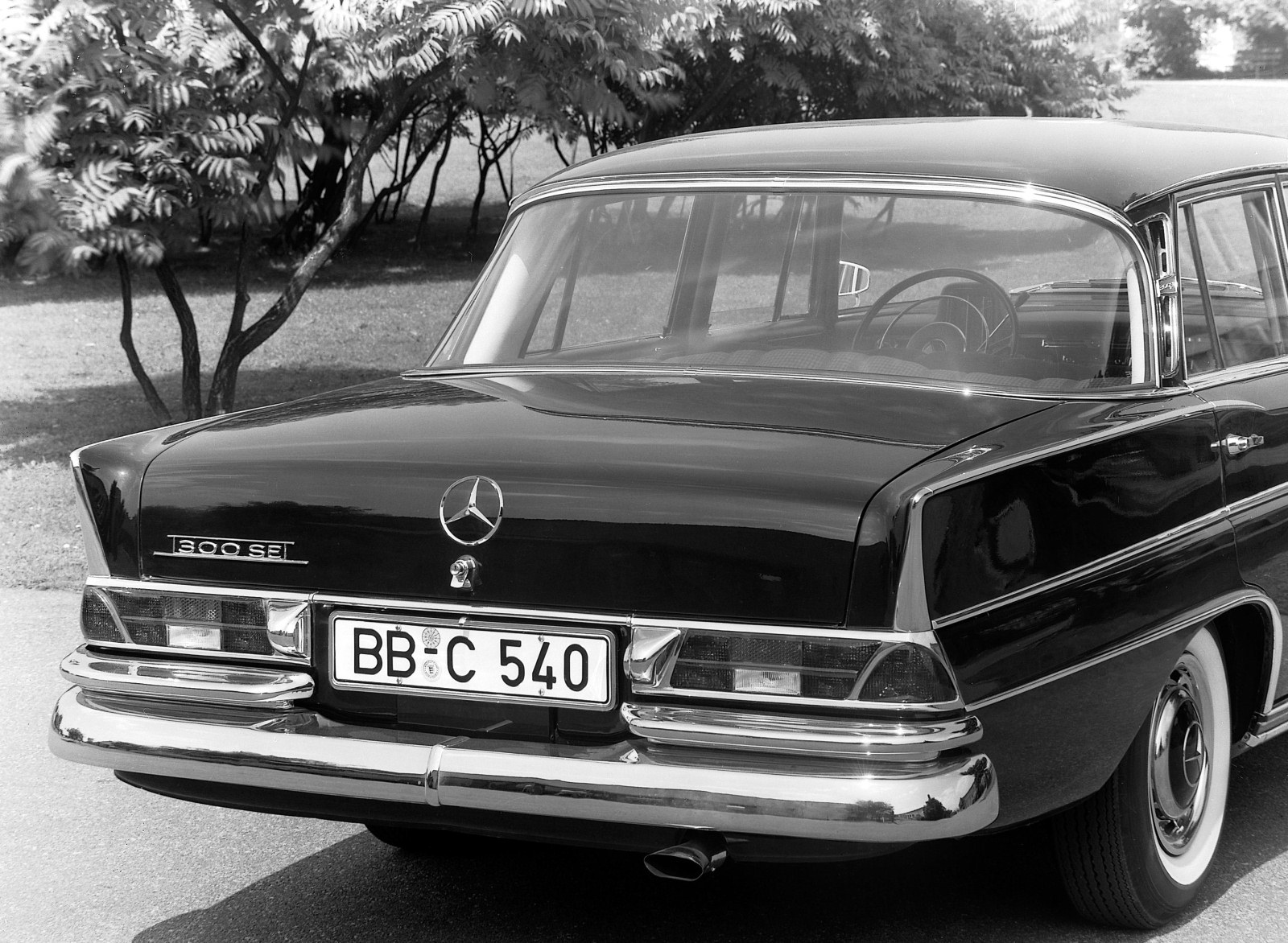
Mercedes-Benz 300 SE Sedan (W112)
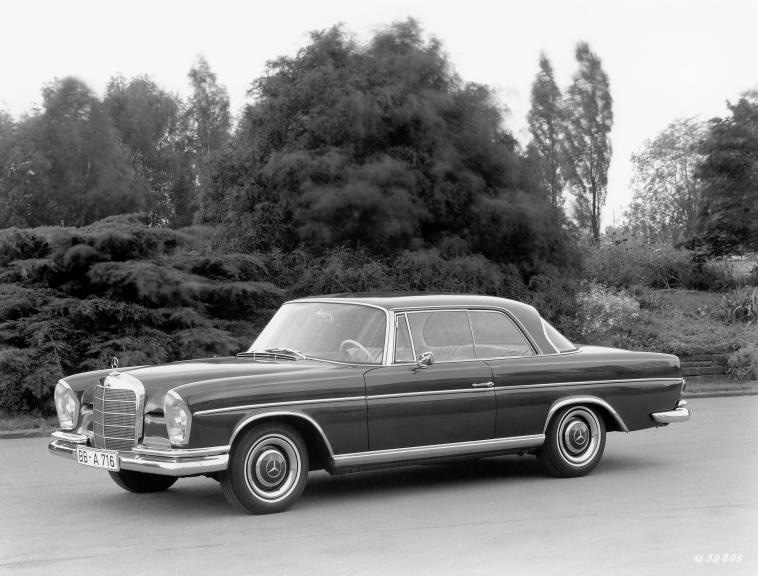
Mercedes-Benz 300 SE Coupe (W112)
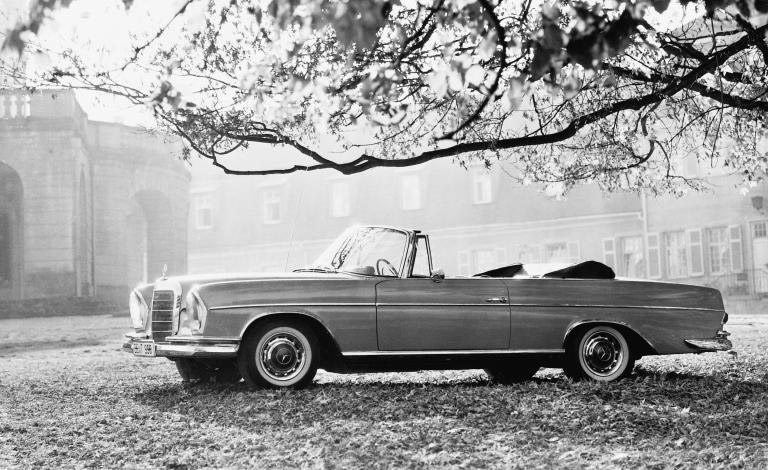
Mercedes-Benz 300 SE Cabriolet (W112)